# Aplonobia pongolana
Aplonobia pongolana är en spindeldjursart som först beskrevs av Meyer 1974.  Aplonobia pongolana ingår i släktet Aplonobia och familjen Tetranychidae. Inga underarter finns listade i Catalogue of Life.